# عبد المنعم سالم
عبد المنعم سالم (مواليد 5 يناير 1955) هو مبارز مصري، شارك في منافسات سيف المبارزة الفردية والجماعية في دورة الألعاب الأولمبية الصيفية لعام 1984.